# Іврінді (ільче)
Іврінді (тур. İvrindi) — ільче (округ) у складі ілу Баликесір на заході Туреччини. Адміністративний центр — місто Іврінді.
Ільче утворений 1944 року шляхом відокремлення від ільче Баликесір.

## Склад
До складу ільче (округу) входить 4 буджаки (райони) та 64 населених пункти (5 міст та 59 сіл):
| Поселення | Площа, км² | Населення, осіб (2010) | Центр     | Населені пункти |
| --------- | ---------- | ---------------------- | --------- | --------------- |
| Гьокчеязи | -          | 4006                   | Гьокчеязи | 5               |
| Іврінді   | -          | 17191                  | Іврінді   | 25              |
| Каяпа     | -          | 4247                   | Каяпа     | 9               |
| Коруджу   | -          | 11162                  | Коруджу   | 25              |

### Найбільші населені пункти
| №  | Населений пункт | Населення, осіб (2010) |
| -- | --------------- | ---------------------- |
| 1  | Іврінді         | 6 368                  |
| 2  | Гьокчеязи       | 2 151                  |
| 3  | Бюйюк'єнідже    | 2 120                  |
| 4  | Каяпа           | 1 910                  |
| 5  | Бозьорен        | 1 434                  |
| 6  | Коруджу         | 1 074                  |
| 7  | Соганбюкю       | 981                    |
| 8  | Яглилар         | 906                    |
| 9  | Гюмелі          | 858                    |
| 10 | Карачепіш       | 770                    |